# 掘港街道
掘港街道是中华人民共和国江苏省南通市如东县下辖的一个街道办事处。
2015年3月24日，江苏省人民政府批复同意撤销掘港镇，以原掘港镇的青园、古池、灯塔、盐垣、九总、童店、华丰、港南、环北、环镇10个居委会和陈高、掘西、虹桥、十里墩、晓河、芳泉、银杏、野营角、周店、三河、沙南、晒盐场、天星、新丰、洋岸、丁字岸、宾东、余荡、港南、三桥20个村委会区域，设立如东县掘港街道办事处，街道办事处驻青园居委会日晖东路3号。

## 行政区划
掘港街道下辖以下村级行政区划单位：
新建社区、盐恒社区、古池社区、灯塔社区、青园社区、九总社区、环北社区、环镇社区、童店社区、华丰社区、港南社区、芳泉村、掘西村、余荡村、三桥村、港南村、滨东村、晓河村、虹桥村、陈高村、十里墩村、丁字岸村、晒盐场村、沙南村、新丰村、天星村、周店村、银杏村、三河村、洋岸村和野营角村。